# 브라질왕지네
브라질왕지네(Brazilian giant centipede)의 학명은 스콜로펜드라 비리디코르니스(Scolopendra viridicornis)이며, 남아메리카에서 발견된다. 머리를 비롯한 등판은 모두 검은 색이고, 앞뒤 가장자리는 노란색, 좌우 가장자리는 빨간색이다. 다리는 노란색에 어두운 띠무늬가 있다. 최대 길이는 16cm이다.
두 아종이 있는데, S. V. nigra는 파라과이, 브라질 서남부 마토 그로소, 상파울루에서 발견되고, S. V. viridicornis는 브라질 일부 지역과 프랑스령 기아나, 가이아나, 베네수엘라에서 발견된다.